# Церковь святых Петра и Павла (Каир)
Церковь святых Петра и Павла (копт. ϯⲉⲕⲕⲗⲏⲥⲓⲁ `ⲛⲧⲉ ⲛⲓⲁⲅⲓⲟⲥ ⲡⲉⲧⲣⲟⲥ ⲛⲉⲙ ⲡⲁⲩⲗⲟⲥ), также известная как Эль-Ботросейя и Петровская церковь — небольшая коптская церковь, расположенная в непосредственной близости от Собора Святого Марка, резиденция папы Коптской Православной Церкви Александрии, в каирском районе Аббасия. Была построена в 1911 году на могиле египетского премьер-министра Бутроса Гали.

## История
Церковь была построена в 1911 году над могилой Бутрос Гали, премьер-министр Египта в 1908-1910 годах. Процесс строительства происходил под присмотром семьи Гали. Его внук, Бутрос Бутрос Гали, шестой Генеральный секретарь ООН и бывший министр иностранных дел Египта, был также похоронен в склепе под алтарем в феврале 2016 года. Первоначально названная в честь святых Петра и Павла, со временем церковь стала известна под именем Ботросейя (Петровская, по имени Бутроса (Петра) Гали), став первой церковью, названной в честь династии политиков.
11 декабря 2016 года, террорист-смертник взорвал себя в церкви, убив 25 человек, в основном женщин и детей.

## Дизайн
По общему мнению, церковь имеет высокую религиозную и художественную ценность. Проект был разработан в стиле базилики итало-словенским архитектором Антонио Ласкиаком, главным зодчим хедива Исмаил-Паши. Длина здания — 28 метров, ширина — 17 метров. Центральный неф отделён от проходов рядом мраморных колонн по бокам, над которыми расположены итальянские картины, изображающие жизнь Иисуса, его апостолов и ряда святых. В конце центрального прохода — двухступенчатая плита из чёрного мрамора, запечатляющая предполагаемые последние слова Бутроса Гали. Стены украшены венецианской мозаикой, изображающей, в том числе, крещение Иисуса в реке Иордан, а также Иисуса над куполом храма, с Девой Марией по правую руку и евангелистом Марком по левую.